# المفتي محمد نعيم
المفتي محمد نعيم (1958 - 2020)، هو رجل دين باكستاني وعالم إسلامي شغل منصب مستشار في «الجامعة البنورية العالمية». توفي يوم 20 يونيو 2020 في كراتشي.